# Lili von Braunbehrens
Lili von Braunbehrens (* 11. September 1894 in Berlin-Charlottenburg; † 16. Oktober 1982 in Bad Nauheim) war eine deutsche Lyrikerin.

## Leben
Braunbehrens war die Tochter eines preußischen Offiziers und von Kindheit an fast blind. Während des Ersten Weltkriegs lebte die Familie in Frankfurt am Main, wo Braunbehrens Gesang studierte. Ihr Vater war dem Maler Max Beckmann, der sich nach einem Nervenzusammenbruch zur Rekonvaleszenz in Frankfurt aufhielt, bei dessen Entlassung aus dem Heer behilflich, und Beckmann befreundete sich mit der damals 20 Jahre alten Offizierstochter.
Auf sein Drängen hin veröffentlichte der Münchner Verleger Piper einen Band mit 20 ihrer Gedichte, zu denen Beckmann sieben Lithographien beitrug.

## Werke
- Stadtnacht. 7 Lithographien von Max Beckmann zu Gedichten von Lili von Braunbehrens. Piper, München 1921.
- Gestalten und Gedichte um Max Beckmann. Crüwell-Schropp, Dortmund 1969.
- Hat der Mond dich betrogen, nimm eine Handvoll Sterne. Gedichte 1967 - 1970. Mit einem Nachwort von Heinz Vahlbruch. Collispress, Stuttgart 1978, ISBN 3-87189-017-0.